# Nissan Primera
La Nissan Primera è un'autovettura del segmento D prodotta dalla casa automobilistica Nissan Motor per il mercato interno ed europeo a partire dal 1990, in tre serie differenti.

## Prima serie (P10)
Nell'autunno del 1990 la Nissan sostituì l'ormai anziana Nissan Bluebird con la più fresca Primera, nella sua prima serie, prodotta nello stabilimento di Sunderland in Inghilterra. L'auto faceva parte del Nissan 901 project (di cui facevano parte Nissan 300 ZX, Skyline R32, e Infiniti Q45); il cui obiettivo era quello di creare le auto con il miglior handling di guida e le più innovative tecnologie in materia di sicurezza entro il 1990.
Veniva venduta con motori a benzina 1.6 a carburatori (GA16DS) successivamente ad iniezione (GA16DE), 1.8 (SR18De - motore mai arrivato in Europa) iniezione e 2.0 (SR20Di) iniezione e, a partire dal 1992, con il motore Diesel 2.0 (CD20) e i listini, piuttosto articolati, presentavano ben sette allestimenti diversi denominati L, LS, SLX, GS, GSX, ZX e GT.
Con la motorizzazione 1.6 16V 102 CV era disponibile anche una versione denominata SRi riconoscibile da elementi estetici come sottoparaurti anteriori, laterali e posteriori, spoiler posteriore, logo SRi nella parte bassa degli sportelli anteriori, sul bagagliaio e nel quadro strumenti.
Per i più sportivi c'era anche la versione 2.0 eGT (con motore 2.0 aspirato twin cam 16 valvole) con ben 155 cv (SR20DE), disponibile a trazione anteriore o con quattro ruote motrici.
L'auto era disponibile anche nella versione cinque porte e station wagon, quest'ultima non derivava però dalla berlina, ma da un altro modello chiamato Nissan Avenir.
L'auto ebbe un notevole successo sul mercato italiano e su quello europeo intanto per l'ottimo rapporto qualità-prezzo, affidabilità e per le dotazioni dell'auto notevoli per l'epoca (come motori tutti a 16 valvole, sospensioni multilink, 3 anni di garanzia).
La Primera era commercializzata anche negli USA col marchio Infiniti ed era chiamata G20, prodotta in Giappone.
Esiste anche una versione molto rara, preparata dalla compagnia giapponese Autech, equipaggiata con: SR20DE da 180 cv, spoiler maggiorato e con sospensioni ed interni rivisti.

## Seconda serie (P11)
La seconda serie della Primera, che presentava ora un aspetto più al passo con i tempi, arrivò nel 1995 in Giappone e nell'autunno del 1996 in Europa. Anche questa serie fu venduta anche negli Stati Uniti con il nome di Infiniti G20. Unica nel suo genere, l'auto abbandonava lo schema sospensivo a bracci paralleli della P10 all'asse posteriore, in favore di un nuovo design di sospensioni multilink ripreso dalla Nissan Maxima del 1995 (multi-link beam rear suspension), combinate alle multilink anteriori della serie precedente. Nel 1999, la seconda serie della Primera fu sottoposta a un restyling che le permise di rimanere competitiva nel suo segmento fino alla fine della sua produzione nel 2002 (P11-144).
Per quanto riguarda la sicurezza automobilistica la Primera è stata sottoposta ai crash test dell'EuroNCAP nel 1997, totalizzando il punteggio di tre stellee risultando all'epoca una delle auto più sicure del suo segmento.

## Terza serie (P12)

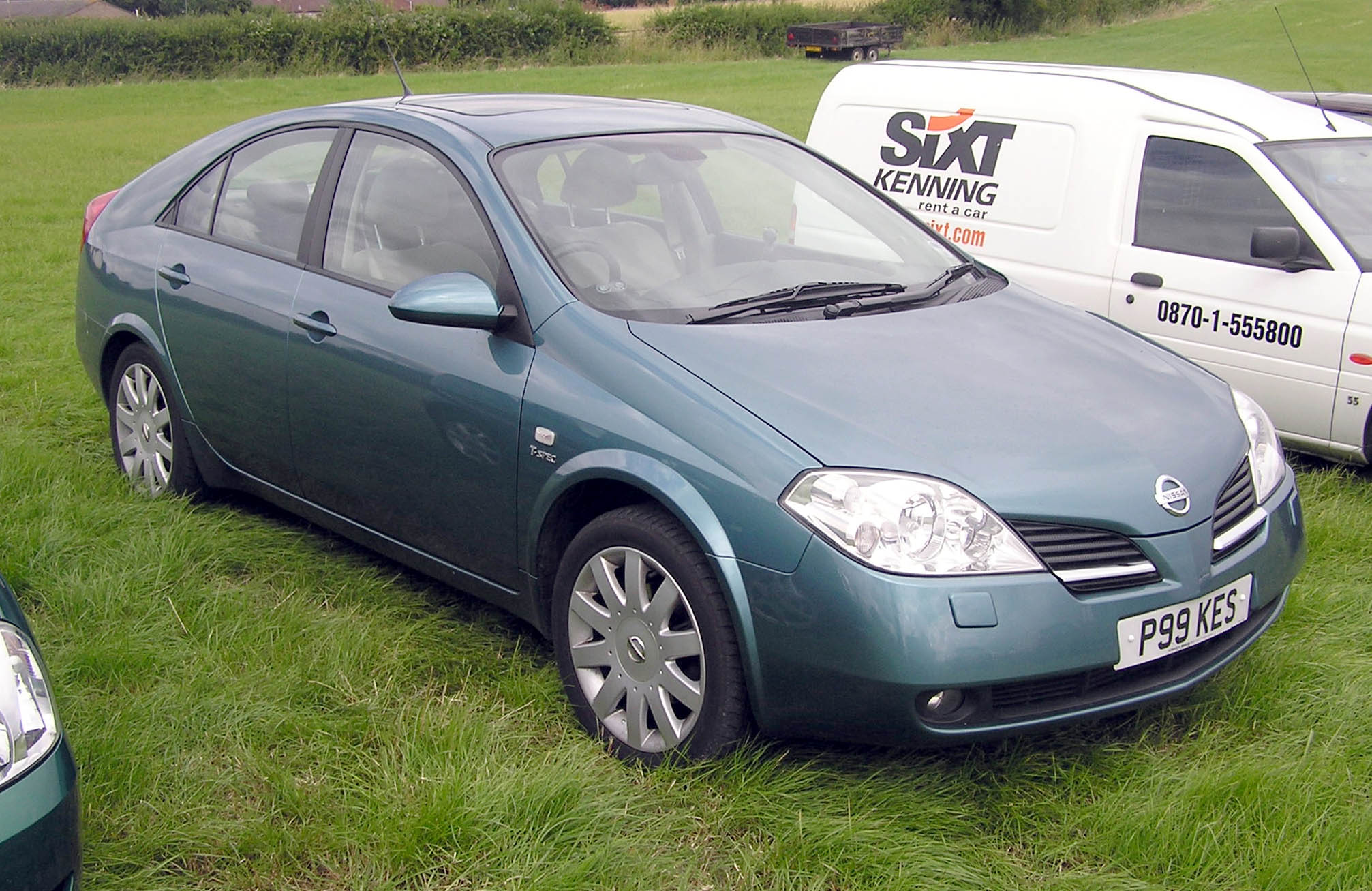
Primera P12

La terza serie della berlina giapponese fu messa in commercio all'inizio del 2002 ed era frutto dell'alleanza con la casa francese Renault, che la rendeva "cugina" della seconda serie della grande berlina Renault Laguna. Tuttavia con l'arrivo di questa serie le vendite della Primera, che non erano mai state particolarmente alte dalla seconda serie, crollarono vertiginosamente e portarono Nissan a eliminarla dai listini in anticipo rispetto alle previsioni, in particolare nel 2006 in Regno Unito, lasciandola però nei listini di alcuni paesi per un paio di anni ancora.
Nonostante il basso numero di vendite era un'auto moderna; insieme al Nissan Murano, fu il primo modello della casa ad essere provvista di serie di videocamera posteriore d'assistenza alle manovre di parcheggio e in retromarcia.
La plancia, denominata N-FORM, aveva un design innovativo e ospitava al centro del cruscotto l'ampio monitor da 7" del navigatore DVD e della radio. Altra particolarità estetica degli interni, era il quadro strumenti collocato in posizione centrale e non relegato, come consueto, in corrispondenza del guidatore.
Il restyling del 2004 interessò solamente gli interni che furono resi ancora più moderni, sportivi e lussuosi. Tra le altre novità, fu introdotto di serie il sistema ESP, l'intelligent cruise control, il cd charger, il controllo della pressione pneumatici, la videocamera posteriore a colori e il quadro strumenti digitale a cristalli liquidi.
Le motorizzazioni erano da 1.6 benzina (QG16DE), 1.8 (QG18DE) benzina 16 valvole ; 2.0 (QR20DE) benzina CVT, 2.5 (QR25DD) benzina 170 cv (solo per il Giappone) - 1.9 dci diesel 120 cv, 2.2 (YD22DDTi) diesel 140 cv. Inoltre in Giappone esisteva la versione 20V equipaggiata con cambio manuale 6 marce ed SR20VE Neo VVL da 204 cv a fasatura variabile.
Per quanto concerne la sicurezza automobilistica, la Primera era dotata di serie di 6 airbag, ESP, ASR, brake assist, poggiatesta attivi anteriori e posteriori. Durante il suo ciclo di vita venne risottoposta ai crash test dell'EuroNCAP, raggiungendo in questo caso le 4 stelle.
Questa Primera è lunga mm 4565 (mm 4675 la familiare), larga mm 1998 con gli specchietti retrovisori e mm 1760 senza, alta mm 1482.

## Attività sportiva

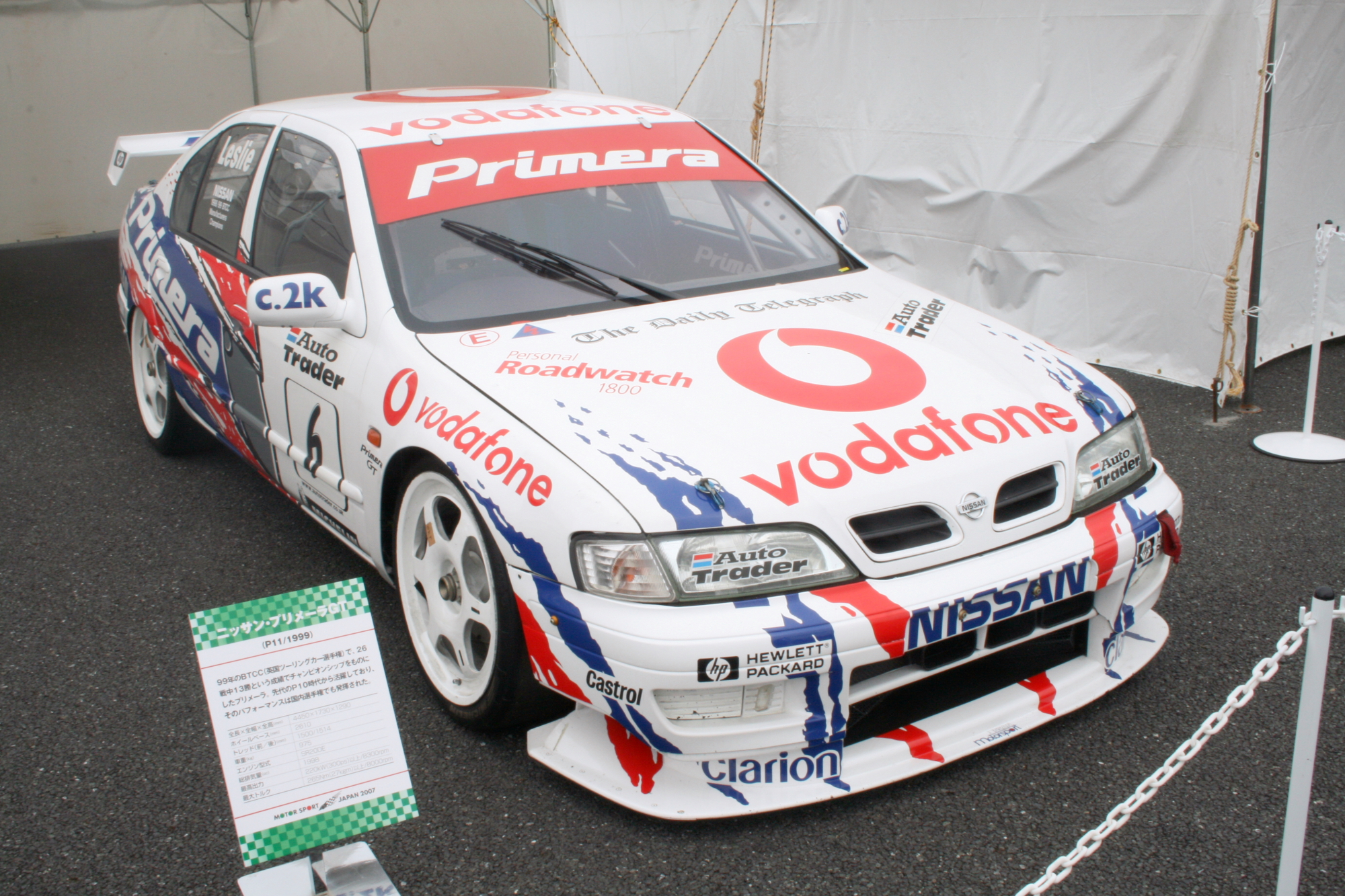
La Nissan Primera P11 vincitrice della stagione 1999 del BTCC

Nel 1996 una P11 sponsorizzata dalla Unisia Jecs venne impiegata nel Japan Touring Car Championship. Pilotata dal pilota Masahiko Kageyama, la vettura era dotata di un propulsore SR20 dalla potenza di 300 cv con 256 Nm di coppia gestito da un cambio Holinger J6S a sei velocità. Iscritta a partire dalla terza gara, riuscì a vincere l'ottava corsa che si svolse presso il circuito di Mine.
Nel 1998 la P11 si aggiudicò la seconda posizione nell'ASEAN Championship. Tale versione, rispetto a quella impiegata nel JTCC, era equipaggiata con un propulsore SR20DE.
L'anno successivo la Primera P11 vinse il British Touring Car Championship con 13 vittorie su 26 gare guidata dal pilota francese Laurent Aïello. Tale versione era nuovamente equipaggiata con il propulsore SR20DE.